# La casa de cartón
La casa de cartón fue la primera obra publicada por el escritor peruano Martín Adán (seudónimo de Rafael de la Fuente Benavides) en 1928. Es un relato de carácter vanguardista, que evoca la adolescencia del autor, que transcurre en el balneario de Barranco. Más que una novela, es un conjunto de estampas escritas en lenguaje poético.

## Publicación
El autor empezó a escribir esta obra cuando tenía 16 años, cursando el penúltimo año en el Colegio Alemán (1924). Según su propio testimonio, originalmente se trataba de un ejercicio de gramática, siguiendo la directiva de su profesor de castellano, el catalán Emilio Huidobro.
En 1927 el autor comenzó a colaborar en la revista Amauta, de José Carlos Mariátegui. Este leyó su manuscrito de La casa de cartón y quedó gratamente impresionado, convenciéndole para que lo publicara. Según el testimonio del mismo autor, corroborado por Estuardo Núñez, fue precisamente en esa circunstancia cuando Mariátegui le propuso que adoptara un seudónimo, y entre los tres acordaron que fuera el de Martín Adán.
La publicación del libro estuvo precedida por dos publicaciones parciales en la revista Amauta: nueve pasajes aparecieron en diciembre de 1927 (uno de ellos no apareció en el libro, que reúne en total 39 pasajes); y un pasaje en enero de 1928. De la edición del libro se encargó Luis Alberto Sánchez en una imprenta de su propiedad.
La casa de cartón salió en edición privada en julio de 1928, con un tiraje a lo sumo de 300 ejemplares, con dedicatoria personal para algunos de los amigos del autor. Contaba con el prólogo de Luis Alberto Sánchez y el colofón de José Carlos Mariátegui, que las ediciones posteriores han mantenido. Esta primera edición, si bien no estuvo destinado a la venta al público, fue muy publicitada y concitó interés en el mundo literario. Sin embargo, no fue sino hasta su segunda edición, en 1958, esta si comercial, que el libro cobró nueva vigencia y motivó interesantes trabajos de interpretación.

## Argumento
El propio autor no la consideraba una novela, sino una serie de estampas ambientadas en el balneario de Barranco, donde vivió cuando era niño. En efecto, se trata de un conjunto de 39 pasajes diversos articulados de manera tenue. Por lo tanto, no cuenta con un argumento definido, pero si se puede entrever algunos ejes en los que se desenvuelve el texto.
Evoca al balneario de Barranco y a la Lima de los años 1920 mediante una serie de cuadros de vivencias y reflexiones. La obra es un recorrido por la infancia y la adolescencia del autor, tiempo de colegio, los primeros amores, el despertar de la sexualidad; también describe la época, la política y hasta la religión, todo de una manera crítica, distante y hasta burlona.

## Estructura
Cuenta en total con 39 capítulos breves, sin títulos. En medio del texto se intercalan los Poemas Underwood, poemas en prosa.

## Resumen
El libro inicia con la descripción de Barranco, balneario limeño donde vive el protagonista: «Ya ha principiado el invierno en Barranco; raro invierno, lelo y frágil, que parece que va a hendirse en el cielo y dejar asomar una punta de verano.»  Junto con sus amigos, el narrador recorre el malecón de Barranco y viaja en tranvía hasta Lima, cuyas calles describe también.
En su descripción de los tipos de la sociedad tiene una especial predilección por las mujeres, lo que es de esperar al tratarse de un adolescente que despierta a la vida sexual. Describe de manera irónica y burlesca a las beatas que huelen a ropa sucia, a la gringa turista algo loca, a la maestra de escuela solterona y a la tía de uno de sus amigos. Cuenta también sus primeros amores adolescentes, que fueron cinco: A la primera la describe como una muchacha fea, de 12 años, que tenía las uñas negras; la segunda fue una llorona sentimental que siempre llevaba a su muñeco en brazos; la tercera fue una chica bonita con unos ojos hermosos y que tenía las piernas coquetas, casi cocotas (desvergonzadas); la cuarta fue Catita; y la quinta una chica sucia (¿moralmente?), con la que casi peca en la noche, en el mar.
A Catita es a la que dedica más espacio en su evocación; es descrita como una linda y coqueta quinceañera; tiene una serie de pretendientes que pierden la cabeza por ella; aunque dicho con más exactitud, ella es la que enamora; la llama por eso la «catadora (probadora) de mozos». Menciona la ocasión en la que ella le envía una carta de reproche, «una carta larga, temblona, en la que una muchacha núbil tira de las orejas al amor con los dedos tan seguros.»
El narrador menciona de pasada sus pensamientos críticos a la sociedad y alude también a los señorones que disfrutan del verano en el malecón. De sus amigos, es Ramón, un muchacho misterioso, el que tiene especial relevancia en el relato. Como él, Ramón comparte el gusto por la lectura y tiene un diario donde vuelca su interioridad; en algún momento es descrito como abatido y desalentado por alguna pena desconocida. Se alude también a un sentimiento amoroso entre Ramón y la maestra Muler. Pero Ramón muere prematuramente, sin que el narrador mencione más detalles. Transcribe los «Poemas Underwood», que atribuye a Ramón, donde expone su yo interno y su visión del mundo. Ya finalizando la novela, el narrador dice con melancolía que «De Ramón solo me queda la grave amargura de haberle conocido y el permiso de hojear su diario íntimo en la alcobita mentecata de la señorita Muler…» Llega también a decir: «Bendito sea Ramón, el loco que me enseñó a ver el agua en el mar, las hojas en los árboles, las casas en las calles, el sexo en las mujeres».

## Personajes De la obra
- El narrador, que es un adolescente de 16 años, que vive en Barranco y asiste todavía al colegio. Sus amigos son Ramón, Manuel y Lucho, con quienes pasea por Barranco y Lima, disfrutando de las vacaciones.
- Ramón, un adolescente, amigo del narrador, pero algo mayor que él. Es un joven que gusta de la libertad. Tiene las mismas inclinaciones intelectuales del narrador; los mismos amores, los mismos conflictos emocionales, pero fallece por razones que no se dan a conocer. Es de señalar que Ramón es el primer nombre verdadero del autor (su nombre completo era Ramón Rafael de la Fuente Benavides), aunque pocos sabían que se llamaba Ramón y lo conocían solo como Rafael. Es por eso que algunos críticos consideran que Martín Adán pudo recrear en Ramón algunas características autobiográficas.
- Catita, quinceañera que fue el cuarto amor del narrador. Es descrita como linda y coqueta; tiene una serie de pretendientes que pierden la cabeza por ella; la llaman por eso la «catadora (probadora) de mozos».
- Miss Annie Doll, la rubia fotógrafa. Es una inglesa con gafas, media loca, que ha viajado por el mundo antes de recalar en el Perú. Paseaba día y noche por Barranco con su cámara Kodak, vestida de jersey; el narrador la compara con un jacarandá.
- La señorita Muler, la maestra fiscal de instrucción elemental y directora del centro escolar República de Haití. Era blanca y frágil, de 28 años de edad, soltera, que solía levantarse temprano. Era activa, íntima y fría.
- Lulú, una muchacha traviesa que pone tachuelas en los asientos de la iglesia, apaga las velas de la misa, pero en el fondo es un alma pura y buena que solo quiere hacer divertir a Dios con sus travesuras.
- Lalá, una muchacha que se encuentra con el narrador en la playa, a quien enseña uno de sus pezones. Él la besa entonces, a escondidas de la madre de ella, que veraneaba también.
- Herr Oswald Teller, un alemán que alquila un cuarto en la casa de Ramón. Es un gordo de piernas diminutas, al que le fascina escuchar la música clásica.
- La tía de Ramón, una vieja gorda que venía en la época veraniega y alquilaba un ranchito cerca al mar.
- El inglés agente viajero mister Kakison.
- Sergio, un muchacho de “ojos porcinos” y que un día se metió a fraile y no se supo más de él.

## Valoración
La obra es una pequeña obra maestra de ironía, finura de observación e invención verbal. No tiene un hilo argumental, tampoco diálogos, solo descripciones, manifestando la gran habilidad del autor para describir paisajes y situaciones de una manera poética. Demuestra un gran dominio del idioma, con un amplio despliegue de palabras sinónimas, rescatando incluso el uso de arcaísmos, algo sorprendente si tenemos en cuenta que el autor era todavía adolescente cuando la escribió. Ello explica también que sea de una lectura difícil.
En el año 2012, el grupo de teatro EspacioLibre, con sede en el Distrito de Barranco, eligió trabajar con La casa de cartón para su exploración escénica. El resultado fue la obra "Mientras canta el verano" con dramaturgia y dirección de Diego La Hoz. Representación de una actual máquina social con tres sistemas claramente definidos: el gobierno, los medios de comunicación y la educación; siendo cada uno de estos una fuente de poder en sí misma pero que, a la vez, se entrelaza e influye en las demás.

## Importancia
Con esta obra, Martín Adán inauguró la renovación estética en la literatura peruana, bajo el influjo del vanguardismo, una corriente artística surgida en Europa tras la Primera Guerra Mundial, dividida en varias escuelas y cuya característica era ir contra los viejos moldes literarios. Luis Alberto Sánchez en el prólogo de la obra menciona que: «La Fuente (Martín Adán) es la vanguardia, por su frescura de imágenes, por su dislocamiento, por su humorismo, por su deportismo en el estilo…».

Los elementos vanguardistas (metáforas extrañas, sinestesias, rupturas con la tradición literaria) se unen con otros (adjetivación múltiple, ritmo de la prosa, gusto por las palabras exóticas) provenientes más bien del modernismo o la narrativa hispana. Adán recoge estas influencias, aparentemente contradictorias, para crear a partir de ellas una obra personal, original y valiosa.
Javier Agreda